# Peter Schütze

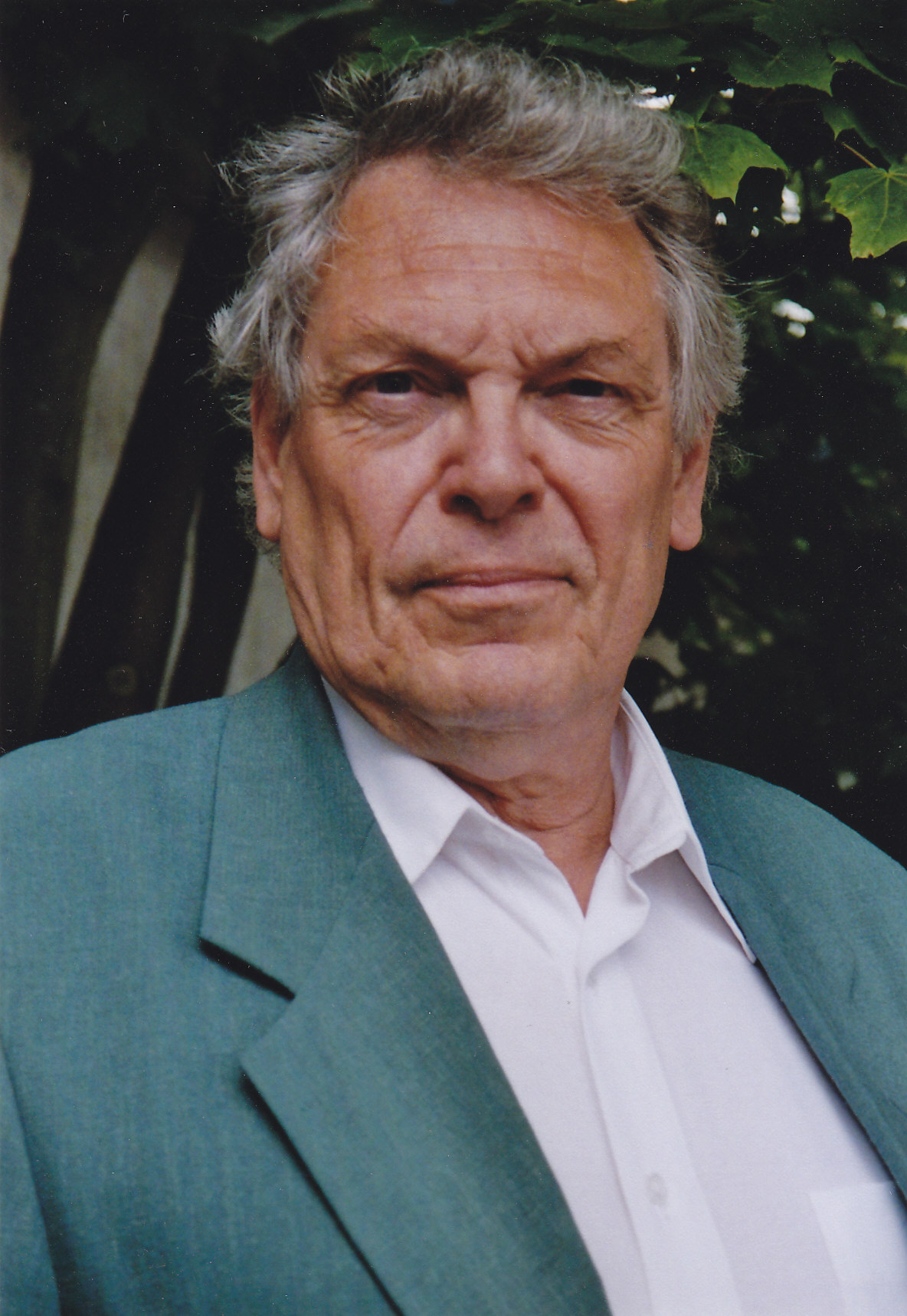
Peter Schütze (2010)

Peter Schütze (* 8. Juni 1948 in Detmold) ist ein deutscher Autor, Literaturwissenschaftler, Dramaturg und Rezitator.

## Leben
Nach seiner Schulzeit in Detmold studierte Peter Schütze an den Universitäten Mainz und Marburg Germanistik, Kunstgeschichte und Philosophie. Er beendete seine Studentenzeit mit einer Dissertation über Peter Hacks. Gert Mattenklott und Hans Heinz Holz waren seine Gutachter. 1976 zog er mit seiner damaligen Partnerin Mechthild Curtius von Siegen nach Frankfurt am Main. Dort hospitierte er mit Lektoratsaufgaben im Verlag der Autoren, übersetzte psychoanalytische Schriften für den Suhrkamp- und den Klett-Verlag und war als Journalist und Kritiker tätig – hauptsächlich für die Deutsche Volkszeitung in Düsseldorf in enger Zusammenarbeit mit Agnes Hüfner und Hans Brenner. 1976 begann auch seine Theaterlaufbahn, die ihn über Dortmund, Bielefeld und Wiesbaden 1980 ans Thalia Theater in Hamburg führte. In der Folgezeit war er mit Buchprojekten und als Mitarbeiter der Hamburger Morgenpost beschäftigt; 1987 ging er als Chefdramaturg, Regisseur und Schauspieler an das Theater Hagen und unterrichtete Theater- und Filmgeschichte an der Universität Bochum. Von 1998 bis 2000 war er als Dramaturg und Autor in der Lutherstadt Wittenberg tätig. 2001 übernahm Schütze die künstlerische Leitung der SchlossSpiele Hohenlimburg, die er bis 2014 innehatte. Heute lebt er abwechselnd in Hohenlimburg und seiner Heimatstadt Detmold.

## Werk
Peter Schütze ist Autor zahlreicher Bücher und Essays – darunter Monographien über Peter Hacks, August Strindberg und Fritz Kortner. Er wirkte außerdem als Librettist für die Komponisten Walter Steffens und Dietrich Lohff, verfasste Revuen, Jugendstücke („Kinderkreuzzug“) und Schauspiele („Katharinennacht“, „Luther und Faust“). 2014 erschien seine westfälische Chronik „Die Brüder des Löwen“. Er inszenierte an verschiedenen Bühnen rund 30 klassische und moderne Stücke und trat als Schauspieler und Rezitator auf. Seit 1988 tritt Schütze mit mehr als 70 literarischen, humoristischen und satirischen Programmen in zahlreichen deutschen Städten auf. An der Fernuniversität in Hagen werden regelmäßig Lesungen mit ihm veranstaltet. Zu seinem Repertoire gehören Texte von Wilhelm Busch, Johann Wolfgang von Goethe, Friedrich Schiller, Heinrich Heine, Theodor Fontane, Christian Morgenstern, Kurt Tucholsky, Joachim Ringelnatz und Erich Kästner. Mit vielen dieser Soloprogramme tritt er für die Gesellschaft „Melange“ in NRW auf.
In seiner Geburtsstadt Detmold fungiert Peter Schütze als Präsident der Grabbe-Gesellschaft, in Hagen als Vorsitzender der Karl Halle-Gesellschaft. In Hagen wurde er 2001 mit dem Alfred-Müller-Felsenburg-Preis für aufrechte Literatur ausgezeichnet.

### Schriften (Auswahl)
- Zur Kritik des literarischen Gebrauchswerts. Eine literaturphilosophische Untersuchung. Hrsg. v. Hans Heinz Holz. Luchterhand, Darmstadt/Neuwied 1975. ISBN 3-472-78004-5.
- Peter Hacks. Ein Beitrag zur Ästhetik des Dramas. Mit einem Originalbeitrag von Peter Hacks. Scriptor, Kronberg 1976, ISBN 3-589-20400-1 (zugleich Dissertation, Universität Marburg 1976).
- Rudolf Schaller zum 90. Geburtstag. Autorenagentur, Frankfurt a. M. 1981.
- Der Tod im Birnbaum. Das Bild der Menschengeschichte in Friedrich Hebbels „Maria Magdalena“. In: Hebbel-Jahrbuch. 1981, S. 153–186. ISBN 3-8042-0245-4.
- Friedrich Hebbel und das heutige Theater. Heide 1982. Sonderdruck der Hubbel-Gesellschaft.
- Die Gesichter der Gorgo. Beschreibung eines europäischen Phantoms. Teil I, Rohfassung. Manuskript, Hamburg 1986.
- August Strindberg mit Selbstzeugnissen und Bilddokumenten dargestellt. Rowohlt, Reinbek bei Hamburg 1990, ISBN 3-499-50383-2. 3. Auflage 2002.
- Fritz Kortner mit Selbstzeugnissen und Bilddokumenten dargestellt. Rowohlt, Reinbek bei Hamburg 1994. ISBN 3-499-50531-2.
- Mit Mirjam von Jankó: Dat soll mir erst mal einer nachmachen. Adolf Tegtmeier und Jürgen von Manger. Klartext, Essen 1998.
- Der Menschheit Wunde ist in eure Hand gegeben. Zu den Papst-Bildern Erwin Hegemanns. Zur Ausstellung „Denn sie wissen nicht, was sie tun“ in Bochum 1999. Passmann, Hagen 1999.
- Dramaturgie des Auges. Rudolf Arnheim zum 100. Geburtstag. FernUniversität in Hagen, Hagen 2004. Band 10 der von Dieter Schmauß herausgegebenen Reihe Veröffentlichungen der Universitätsbibliothek Hagen
- Der Menschheit Wunde ist in eure Hand gegeben. Zu den Papst-Bildern Erwin Hegemanns. Zur Ausstellung „Denn sie wissen nicht, was sie tun“ in Bochum 1999. (Passmann) Hagen 1999.
- Also, um eins, auf der Langen Straße. Geschichten und Anekdoten aus dem alten Detmold. Wartberg, Gudensberg-Gleichen 2006.
- „Mut und Begier, dem Vaterlande zu leben“. Hermann der Cherusker im Werk von Goethe und Grabbe. In: Holger Dainat, Burkhard Stenzel (Hrsg.): Goethe, Grabbe und die Pflege der Literatur. Festschrift zum 65. Geburtstag von Lothar Ehrlich. Aisthesis, Bielefeld 2008, S. 151–184. ISBN 978-3-89528-698-8.
- Peter Hacks, Das Theater des Biedermeier (1815–1840). Herausgegeben, eingeleitet und kommentiert von Peter Schütze. Aurora/Eulenspiegel, Berlin 2011 (darin: „Von der störungsfreien Kunst“). ISBN 978-3-359-02521-4.
- Detmold. Geschichten und Anekdoten. - Also um vier am Donopbrunnen. (Wartburg) Gudensberg-Gleichen 2013. ISBN 978-3-8313-2420-0.
- Klassische Gespenster I. Oder Peter Hacks und das Biedermeier. In: Hacks Jahrbuch 2016. (Aurora) Berlin 2016, S. 197-225. ISBN 978-3-359-02521-4.

Herausgeberschaft
- Grabbe-Jahrbuch: Gemeinsam mit  Kurt Roessler. 21. Jg. 2002 (Grabbe Verlag) Detmold 2002 – 22.-27 Jg. 2003–2008, gemeinsam mit Kurt Roessler. (Aisthesis) Bielefeld 2003–2009. 28./29. Jg. 2009/10, gemeinsam mit Hans Hermann Jansen. (Aisthesis) Bielefeld 2011.
- Peter Hacks, Das Theater des Biedermeier (1815–1840). Herausgegeben, eingeleitet und kommentiert von Peter Schütze. Aurora/Eulenspiegel, Berlin 2011

### Bühnenwerke
Operntexte
- Herrenhaus (1976), Oper nach Thomas Wolfe. Für Walter Steffens. MS.
- Das goldene Netz (1978), Ballettkomödie. Musik: Hans Gresser. U Hitzacker 1980.
- Die Feenkönigin (1980), Bearbeitung. (Chr. Martin Wieland / Henry Purcell). Mit Hans und Anna Markard. U Wiesbaden 1980
- Grabbes Leben (1984), Opernfarce. Musik: Walter Steffens. Teil-U konzertant Hamburgische Staatsoper (opera stabile) 1986;  szenische U: Detmold 1986, Regie: Gerd Nienstedt. Edition Wilhelm Hansen.
- Der Philosoph (1987), Komische Oper in einem Akt. Musik: Walter Steffens. U: Detmold 1990. Musikverlag Boosey und Hawks. ebenfalls bei Boosey und Hawkes; eine Druckfassung des Librettos (mit Essays) erscheint 2017 im Verlag shoebox house, Hamburg. (Regie: Peter Schütze)
- Die Judenbuche (1991), Volksoper nach Annette von Droste-Hülshoff. Musik: Walter Steffens. U: Dortmund 1993
- Luther (2004), Kirchenoper (Szenisches Oratorium) in zwei Teilen. Musik: Dietrich Lohff. U. Stadtkirche Wittenberg 2005. Textbuch veröffentlicht.
- Der Winkelhannes (2006), Kriminaloper unter Mitarbeit von Volker Schrewe und Walter Steffens
- Jochanaan (2008), Jugendoper nach dem Roman von Gudrun Reinboth. Musik: Dietrich Lohff. U: Neckargemünd, 2009

Ballette
- Nacht der lieblosen Nächte (1976), Musik: Igor Strawinsky; Choreographie: Roberto Trinchero.  U: Wiesbaden 1979, Text veröffentlicht im Programmheft, außerdem in Ballett-Info 3/1980, S. 37f.
- (Rolf Garske: Kernstück - ein surrealer Liebestanz) Rimbaud-Verlaine (1980), Tanztheater von Roberto Trinchero und Peter Schütze, Musik von Fauré, Ligeti und Nowacki. U: Maifestspiele Wiesbaden 1980. Text im Programmheft veröffentlicht.
- Casanova? Don Juan? (1989), Ballett-Theater von Jurek Makarowski und Peter Schütze. U: Hagen 1989. Text und Essay im Programmheft.[8]

Schauspiel – Revue – Hörspiel
- Hörst du mein heimliches Rufen? Eine musikalische Rückschau auf die Jahre 1945–1955. U: Hagen 1989.
- Die Malteser (1993), Tragödie nach dem Fragment von Friedrich Schiller. MS
- Abgefackelt (1994), Jugendstück von Christoph Rösner und Peter Schütze. S. Fischer Theaterverlag
- Was war, das mußt du vergessen  (1996), Hörspiel gemeinsam mit Christoph Rösner, als TC veröffentlicht
- Erlösung dem Erlöser  (1996, Neufassung 1999), Eine szenische Begegnung für zwei Schauspieler und ein Grammophon – mit Richard Wagner und Friedrich Nietzsche. U als szenische Lesung: Theater Hagen 1996; Neufassung Hagen und Naumburg 2000
- Katharinen-Nacht  (1999), Schauspiel unter dem freien Himmel im Lutherhof. Eine szenische Collage,  mit Peter Ries (Regie). U: Lutherstadt Wittenberg 1999. – Druckfassung: Wittenberg 1999
- Luther und Faust  (2000), Zwei deutsche Männer / Eine deutsche Geschichte. Szenische Collage von Peter Schütze, Justus H. Ulbricht und Peter Ries. U: Lutherstadt Wittenberg 2000
- Mit siebzehn hat man noch Träume  (2001), Die 60er Jahre-Revue. Mit Christoph Rösner. U: Theater/Stadthalle Hagen 2002
- Schwejk  (2002), Ein Spiel in drei Akten (13 Bildern) nach Jaroslaw Hasek. MS
- Die Capuccino-Falle  (2004), Drehbuch nach dem Roman von Christian Kuhnke von Christian Kuhnke und Peter Schütze. MS
- Kinderkreuzzug (Wo Milch und Honig fliessen) (2005), Kinder- und Jugendstück. U: Wittenberg 2006

Prosa
- Die Brüder des Löwen. Eine westfälische Chronik  aus dem 12. Jahrhundert (2012) (Jörg Mitzkat) Holzminden 2014. ISBN 978-3-940751-84-3.

Übersetzungen / Bearbeitungen
- Ernst Kris: Die ästhetische Illusion. (Suhrkamp)  Frankfurt a. M. 1977. ISBN 3-518-10867-0.
- Ernst Kris: Psychoanalytische Kinderpsychologie. Literatur der Psychoanalyse, hg. u. A. Mitscherlich. (Suhrkamp) Frankfurt a. M. 1979. ISBN 3-582-07288-6.
- Robert Waelder: Ansichten der Psychoanalyse. (Klett/Cotta) Stuttgart 1980. ISBN 3-12-908550-5.
- Ein Sommernachtstraum  (2006) Von William Shakespeare. Bühnenbearbeitung unter Verwendung der Übersetzung von Ernst Ortlepp
- Hamlet  (2008)  Von William Shakespeare. Übersetzung und Bearbeitung: Peter Schütze. U: Hohenlimburg 2008
- Der Tartufe  (2010) Von Molière. Deutsche Fassung von Peter Schütze und Stefan Schroeder. U: Hohenlimburg 2010
- Das tolle Geld (2012), Von Alexander Ostrowskij. Fassung und Bühnenbearbeitung von Peter Schütze und Stefan Schroeder. U: Hohenlimburg 2012